# ジョバンニ・デ・カロリス
ジョバンニ・デ・カロリス（Giovanni De Carolis、1984年8月21日 - ）は、イタリアのプロボクサー。ローマ出身。元WBA世界スーパーミドル級王者。

## 来歴
2007年11月17日、ラツィオのパレステラ・ITIS・マルコーニでデビュー戦を行い、2回TKO勝ちで白星でデビューを飾った。
2008年6月14日、キエフのスポーツ・パレスでIBF世界ミドル級ユース王者マックス・ブーサックと対戦し、プロ初黒星となる8回TKO負けを喫し王座獲得に失敗した。
2008年12月23日、ラツィオのパラ・ビアンチニでマイケル・レクロクスとWBFインターナショナルミドル級王座決定戦を行い、10回判定勝ちで王座獲得に成功した。
2009年6月20日、ラツィオのヴィラ・コムナーレでイタリアミドル級王者ガエタノ・ネスプロと対戦し、10回1-2（94-96、94-97、96-94）の判定負けを喫し王座獲得に失敗した。
2010年1月30日、デンマークオーフスのセレス・アリーナでロレンガ・モックとEBUヨーロッパスーパーミドル級王座決定戦を行い、12回0-2（113-115、114-115、114-114）の判定負けを喫し王座獲得に失敗した。
2010年11月5日、チェゼーナのパラッゾ・デッロ・スポートでイタリアミドル級王者マッテオ・シグナーニと対戦し、10回0-3（93-95、93-96、92-97）の判定負けを喫し王座獲得に失敗した。
2012年1月20日、ローマのパラセサローニでブラス・ミゲル・マルチネスとWBC地中海スーパーミドル級王座決定戦を行い、3回KO勝ちを収め王座獲得に成功した。
2012年6月29日、ロマーノのプラスポート・サンドロ・ペルチーニでアティーラ・バランと対戦し、8回TKO勝ちを収めWBC地中海王座の初防衛に成功した。
2012年9月28日、ローマのセントロ・スポーティヴォでローマン・シュカルパとWBCインターナショナルスーパーミドル級王座決定戦を行い、12回2-1（115-112、114-113、113-114）の判定勝ちを収め王座獲得に成功した。
2013年10月26日、ドイツオルデンブルクのEWE・アリーナで元WBO世界スーパーミドル級王者でWBOインターコンチネンタルスーパーミドル級王者アルツール・アブラハムと対戦し、12回0-3（108-120、2者が109-119）の判定負けを喫し王座獲得に失敗した。
2014年11月1日、ローマのパラオル・クィアタでゲアルド・アジェトビッチとIBFインターコンチネンタルスーパーミドル級王座決定戦を行い、12回3-0（115-112、114-113、115-111）の判定勝ちを収め王座獲得に成功した。
2015年10月17日、カールスルーエのメッセ・カールスルーエでWBA世界スーパーミドル級暫定王者でGBU世界スーパーミドル級王者のビンセント・フェイゲンブッツと対戦し、12回0-3（2者が113-115、113-114）の判定負けを喫しWBA暫定王座、GBU王座の獲得に失敗した。
2016年1月9日、オッフェンブルクのバーデン・アリーナでビンセント・フェイゲンブッツと3ヵ月ぶりの再戦となるWBA世界スーパーミドル級レギュラー王座決定戦を行い、11回32秒TKO勝ちを収めWBAレギュラー王座、GBU王座の獲得に成功、2009年11月21日にWBC世界クルーザー級王者のジャコーベ・フラゴメーニが陥落して以来のイタリア人世界王者となった。
2016年2月15日、WBAはデ・カロリスをWBAの2016年1月度の月間優秀選手賞に選出した。
2016年7月16日、ベルリンのマックス・シュメリング・ハレでWBA世界スーパーミドル級13位のタイロン・ツォイゲと対戦し、12回0-1（2者が114-114、114-115）の判定で引き分けたがWBA王座の初防衛、GBU王座の初防衛に成功した。
2016年10月5日、スーパー王者のフェリックス・シュトルムが王座を返上したため、カロリスはレギュラー王者から正規王者に認定された。
2016年11月5日、ポツダムのMBSアレーナ・ポツダムに舞台を移して前戦で引き分けたWBA世界スーパーミドル級5位のタイロン・ツォイゲと4ヵ月ぶりにダイレクトリマッチで再戦し、12回2分41秒TKO負けを喫し2度目の防衛に失敗、王座から陥落した。

## 獲得タイトル
- WBFインターナショナルミドル級王座
- WBC地中海スーパーミドル級王座
- WBCインターナショナルスーパーミドル級王座
- IBFインターコンチネンタルスーパーミドル級王座
- WBA世界スーパーミドル級レギュラー王座（防衛1=正規王座認定）
- WBA世界スーパーミドル級王座（防衛0）
- GBU世界スーパーミドル級王座